# Коваррубіас
Коваррубіас (ісп. Covarrubias) — муніципалітет в Іспанії, у складі автономної спільноти Кастилія-і-Леон, у провінції Бургос. Населення — 638 осіб (2010).
Муніципалітет розташований на відстані близько 180 км на північ від Мадрида, 34 км на південний схід від Бургоса.
На території муніципалітету розташовані такі населені пункти: (дані про населення за 2010 рік)
- Коваррубіас: 625 осіб
- Ура: 13 осіб

## Демографія
Динаміка населення (INE ):